# Mazargues

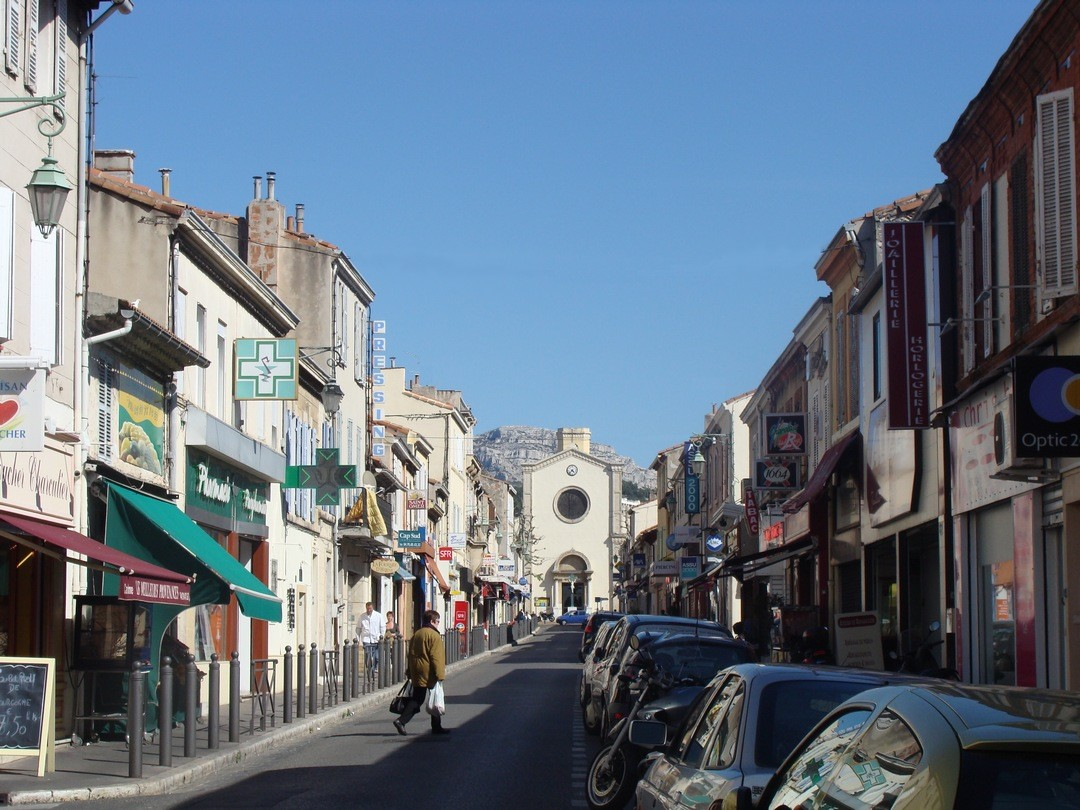
Straße im Zentrum von Mazargues

Mazargues ist ein Viertel (französisch: Quartier) der südfranzösischen Stadt Marseille im Département Bouches-du-Rhône. Mazargues gehört zum 9. Arrondissement (Stadtbezirk). 2006 hatte das Quartier 17605 Einwohner.

## Geschichte
Es gibt keinerlei Spuren, die auf eine Existenz des Ortes während der Antike hindeuten, als Marseille unter dem Namen Massilia bereits eine bedeutende Stadt war. Die Herkunft des Namens ist umstritten; er könnte von Marii ager (Feld des Marius), aber auch von Mas argus (neuer Hof) abgeleitet sein. Der heutige Ortsname wurde gegen Ende des 18. Jahrhunderts festgelegt. Die ältesten Dokumente, die die Existenz des Ortes belegen, sind Schriften der Abtei Saint-Victor aus den Jahren 1096 und 1113. Im Jahr 1182 entstand im Ort eine erste kleine Kapelle. Von 1387 bis 1389 wurde Marseille von einer Pestwelle heimgesucht; etwa für diese Zeit wird die Entwicklung von Mazargues hin zu einer bedeutenden Siedlung vermutet. 1633 wurde der Seigneur (Herr) von Marseille als unmittelbarer Herrscher des Ortes anerkannt, was eine gewisse Bedeutung nahelegt. In der frühen Neuzeit verfügten die Grafen von Grignan über Besitzungen in Mazargues. Im Verlauf der Französischen Revolution verfassten die Bewohner zuerst ein Cahier de Doléance. Zudem wurde später das feudale Schloss Opfer einer Brandstiftung. Infolgedessen floh die Herrscherfamilie. Ein verbliebenes Mitglied wurde am 29. Dezember 1793 guillotiniert. 1847 erfolgte der Bau der heutigen Kirche an der zentralen Dorfstraße. Der Bau des Canal de Marseille verbesserte im späten 19. Jahrhundert die Versorgung mit Trinkwasser sowie die Bewässerung der Gärten und umliegenden Felder.

## Persönlichkeiten
- Jean-Claude Gaudin (1939–2024), Politiker